# Црвени петао лети према небу
Црвени петао лети према небу је роман српског књижевника Миодрага Булатовића. Први пут је објављен у издању загребачке издавачке куће Напријед 1959. У роману је стилским поступцима гротеске, фолклоризације и симболизације обликован заплет о учесницима једне свадбе и сахране у забаченом црногорском селу. Основна имагинативна и значењска линија романа рачва се у два правца, по систему тезе и антитезе које не налазе разрешење: тези о људском злу, ниским страстима и приземности, које су оличене у фигури ђавола, супротставља се антитеза о људском идеалитету, доброти и душевности, оличена у симболу црвеног петла који узлеће према небу.
Булатовићев роман је познат и по томе што му је измакла НИН-ова награда критике за најбољи роман 1959, у години када је одлучено да се ова престижна награда не додели. Наиме, двојица чланова жирија, Ели Финци и Зоран Мишић, гласали су да се награда додели Булатовићу, док су Милан Богдановић, Велибор Глигорић и Борислав Михајловић одлучили да се награда те године уопште не додели. Већински део жирија је такву одлуку образложио тврдњом да ниједан роман из текуће продукције није задовољио критеријуме за доделу. Оваква тврдња је изазвала полемику међу југословенским интелектуалцима. Појединци су одлуку интерпретирали као политичку, јер се Булатовићев роман са црном сликом стварности није могао уклопити у идеолошке норме тадашње државе. Данас се „Црвени петао лети према небу” сматра значајним романом српске књижевности двадесетог века, као и најбољим Булатовићевим остварењем. Преведен је на двадесетак језика, између осталог и на енглески, француски, немачки, пољски, јапански, мађарски, чешки, словачки, бурски, словеначки, шведски, италијански, хебрејски, турски, холандски, португалски и др.

## Радња
Читалац у роману из трећег лица прати три групе јунака на уском простору сеоског подручја у околини Бијелог Поља. Прву групу чине скитнице Петар и Јован, који пролазе кроз село и одмарају се на сунцу. Другу групу чине Срећко и Исмет, двојица пијаних, сеоских пробисвета, који на гробљу покушавају да сахране несрећно преминулу муслиманку. Док је трећа група јунака окупљена око свадбе Кајице са Иванком. Ту групу сачињавају многобројни сватови. Иако се сва три догађаја одигравају синхроно и међусобно су повезани, догађаји на свадби су наративно најразвијенији.
Догађаји на свадби започињу случајним проласком поред сватова Мухарема, туберкулозног и сиромашног младића, који се упутио у град, где планира да прода петла на пијаци. Он је необично снажно везан за ову пернату животињу, јер редовно сања да претворен у петлића води љубав са Иванком, крупном сеоском девојком, у коју је потајно заљубљен. Угледавши сватове, забезекнуто схвата да се његова Иванка удаје за слабашног и заосталог Кајицу, синовца његовог газде старца Илије. Газда Илија прилази Мухарему, а затим пред сватовима почиње да га понижава, испитује и жели да му одузме петла. Изненада, Илија доживљава мождани удар и пада немоћан на земљу. Пијани гости настављају да малтретирају Мухарема, а одузетом петлу сипају ракију низ грло. Петао под дејством алкохола, у свом покушају да полети пење се на дрво, одакле гости покушавају да га спусте и скувају у врелој води. Пошто у тој замисли нису успели, почињу да пуцају у птицу. Мухарему се чини као да се са сваким пуцњем петлић све више уздиже у небо. Илија телесно одузет, искрено жали због тога што је Мухарема увалио у невоље. Он се према њему понашао грубо, не би ли сакрио од других људи да му је Мухарем заправо син. Њега је добио са јуродивом Ниџаром, слушкињом своје покојне жене. Према Мухарему се читавог живота опходио са мешавином скривене љубави и отвореног садизма. На свадби се налази и Луда Мара која исказује отворену симпатију према Мухарему. Мару одводи неколико пијаних гостију у шуму, где је силују. Мухарем је тужан, али дословно опрашта сватовима на грубости. Прилази скитницама, али између њих не долази до ближег контакта, иако се између њих осећа разумевање. Потом Мухарем долази на гробље код пијаница. Срећко обећава Мухараму да ће од њега начинити човека и кришом му руку ставља на полни орган покојне жене. Мухарем згрожен поступком, окривљује себе за грех и трчи према сватовима у жељи да га казне и да му се на тај начин опрости.